# Mystacopsyche longipilosa
Mystacopsyche longipilosa är en nattsländeart som beskrevs av Schmid 1964. Mystacopsyche longipilosa ingår i släktet Mystacopsyche och familjen Philorheithridae. Inga underarter finns listade i Catalogue of Life.